# 劉德杓
劉德杓（？—？），清朝武舉人，湖南長沙人。
1893年，胡傳代理臺東知州，兼統鎮海後軍各營。1895年，胡傳真除知州一職。甲午戰爭結束後，大清帝國割讓福建台灣省予日本帝國。五月二十一日，胡傳委都司劉德杓充中營幫帶，駐臺東新開園（現池上鄉）。
1895年5月，乙未戰爭爆發，日軍登陸台灣本島。日軍接收之初，多地臺民反抗甚激，然不數月，臺灣西部即全部易手，只餘東部尚未平服時。
1896年元月，劉德杓為強徵稅金，率領逃兵攻擊璞石閣的平埔族，焚毀平埔族村落。日軍勸降臺東清軍，鎮海後軍統領副將袁錫中內渡回中國。臺東州已呈無政府狀態，僅餘後山各軍副統領劉德杓率部眾千餘人集中於新開園拒守。2月，袁錫中逃回中國後，劉德杓指揮新開園的駐軍三百餘人，計畫襲擊卑南各社，以獲取補給。獲知消息後，臺南縣恆春支廳派遣通譯中村雄助與瑯嶠十八社總頭目潘文杰，一同勸說卑南族卑南社與阿美族馬蘭社出兵保護大埔社與雷公火社。5月24日上午清軍向雷公火社開砲，但前一晚卑南社族人已預先翻山埋伏在側翼，與防守在雷公火社內的馬蘭社族人在清軍接近時反擊，清軍大敗潰退。劉德杓不支而翻越中央山脈遁走，東部亦告易手。
劉德杓率殘部投靠雲林「鐵國山」抗日民軍領袖柯鐵。1899年，劉德杓遭日軍逮捕。1900年，日軍將劉德杓遣送清政府，作為引渡簡大獅回台的交換條件。